# Thayer (Iowa)
Thayer – miasto w Stanach Zjednoczonych, w stanie Iowa, w hrabstwie Union. Zgodnie ze spisem statystycznym z 2000 roku, miasto liczyło 66 mieszkańców.